# دایشین نو تسوبونه
دایشین نو تسوبونه (به ژاپنی: 大進局 だいしんのつぼね); تولد نامشخص - مرگ نامشخص. یک زن در اواخر دوره هی‌آن اوایل دوره کاماکورا هم‌بالینی/شو میناموتو نو یوریتومو و دختر هیتاچی نیودو ننسای ja:常陸入道念西 اهل ژاپن بود. او مادر چهارمین فرزند و پسر سوم میناموتو نو یوریتومو به نام جوگیو بود.